# Kamienica Hetmańska w Krakowie
Kamienica Hetmańska (tzw. Stara Mennica) – zabytkowa kamienica znajdująca się w Krakowie, w dzielnicy I przy Rynku Głównym 17, na Starym Mieście.
Posiada we wnętrzu cenną dekorację rzeźbiarską z motywami heraldycznymi w jednej z sal, być może stanowiąca w XIV w. rezydencję królewską w mieście. Forma zewnętrzna nawiązuje do wyglądu z połowy XVIII wieku.

## Historia
Nazwa kamienicy pochodzi z XVIII w., gdy była własnością rodu Branickich, w tym m.in. hetmana wielkiego koronnego Jana Klemensa Branickiego. Budowla istniała jednak wcześniej, była zapewne jedną ze starszych murowanych budowli świeckich miasta.
Najstarsze mury kamienicy (przyziemia) pochodzą najprawdopodobniej jeszcze z końca XIII w., a mury frontowe w sporej części z 1. połowy XIV w. Wielka rozbudowa kamienicy nastąpiła w 3. ćwierci XIV w. - m.in. od strony Rynku pojawiło się przedproże, a od frontu stworzono dwa duże pomieszczenia: wspartą na czterech filarach trzynawową halę w przyziemiu (obecnie w piwnicy) oraz położoną na wyższej kondygnacji reprezentacyjną salę ze zwornikami o bogatej dekoracji rzeźbiarskiej (p. niżej, "Sala gotycka"). W XV w. kamienicę podwyższono, wznosząc dodatkową kondygnację.
Kamienica początkowo stanowiła własność królewską lub miejską. Przed początkiem XVI w. przeszła w ręce prywatne. W XVI w. kamienica należała do rodziny Beerów, dzierżawców olkuskich kopalni srebra. Jeden z jej przedstawicieli, Kasper Beer, miał prawo bicia monety (stąd alternatywna nazwa: "Stara Mennica").  
W latach 30. XVII w. kamienica należała do wojewody sandomierskiego Krzysztofa Ossolińskiego, który polecił przebudować budynek w stylu wczesnego baroku. Po 1659 roku trafiła w ręce Branickich. W 1733 roku hetman Jan Klemens Branicki zlecił przebudowę wg projektu Jana Zygmunta Deybla (realizacja Gotfried Schulz) oraz ponownie w 1756 wg projektu Jan Henryka Klemma. Przebudowa ta miała miejsce w czasach własności hetmana Jana Klemensa Branickiego. Od niego wywodzi się używana do dziś nazwa gmachu. Z czasów tych przebudów pochodziła - odtworzona po 1975 roku, attyka z herbowym Gryfem. Po 1816 roku jako zrujnowana została kupiona przez Teodora Anzelma Dzwonkowskiego - wówczas został przeprowadzony gruntowny remont kamienicy oraz przekształcono jej fasadę. W 1850 kamienica spłonęła w wielkim pożarze miasta – podczas odbudowy została zburzona attyka, a kamienicę nadbudowano o jedno piętro według projektu Feliksa Radwańskiego. W czasie zaborów kamienica kilkakrotnie pełniła funkcję koszar wojsk austriackich.
W 2. połowie XX w. kamienica przeszła generalny remont połączony z częściowym odtworzeniem jej wyglądu z XVIII w., między innymi po 1975 roku niezbyt wiernie zrekonstruowano attykę.
23 maja 1932 kamienica została wpisana do rejestru zabytków. Znajduje się także w gminnej ewidencji zabytków.

## "Sala gotycka"
Na obecnym parterze Kamienicy Hetmańskiej, w pomieszczeniach zajętych przez restaurację Szara Gęś (na lewo od bramy wjazdowej), znajduje się reprezentacyjna gotycka sala o wyjątkowym wystroju (dzisiaj przedzielona na dwie części). Sala zbudowana w 2. połowie XIV w., prawdopodobnie pod koniec panowania Kazimierza Wielkiego, posiada gotyckie sklepienie krzyżowe ze zwornikami o bogatej dekoracji rzeźbiarskiej (wyjątkowej dla architektury świeckiej tego okresu). Szczególnie cenne są zworniki przedstawiające głowy Kazimierza Wielkiego oraz głowę kobiecą, być może Elżbiety Łokietkówny. Cała grupa zworników przedstawia herby ziem Korony Królestwa Polskiego (Małopolska, Wielkopolska, Kujawy, Ruś, ziemia dobrzyńska, ziemia sandomierska). Kilka ostatnich przedstawia wyobrażenia alegoryczne czy zwierzęce (trzech brodatych starców, suka ze szczeniętami, smok zwinięty w kłębek). Bogaty program heraldyczny zworników (związany z ziemiami Korony, często porównywany do programów kościelnych fundacji Kazimierza Wielkiego w Stopnicy i Wiślicy), bogactwo architektoniczne sali oraz wielkie rozmiary samej kamienicy skłaniały nieodmiennie badaczy do przypisywania temu miejscu szczególnego znaczenia, związanego zazwyczaj z osobą króla Kazimierza Wielkiego. Początkowo domniemywano, że mogło to być miejsce odbywania sądów królewskich (np. sądu wyższego prawa niemieckiego), względnie pierwsza siedziba uniwersytetu krakowskiego (tę hipotezę praktycznie już zarzucono). Niekiedy łączono też to miejsce nie z władzą królewską, a miejską. Obecnie często przypuszcza się, iż kamienica pełniła wówczas funkcję miejskiej rezydencji królewskiej (pałacu).
Pod salą gotycką z herbami, znajduje się kolejna sala gotycka wsparta na czterech filarach (dawniej w przyziemiu, dzisiaj w piwnicy).

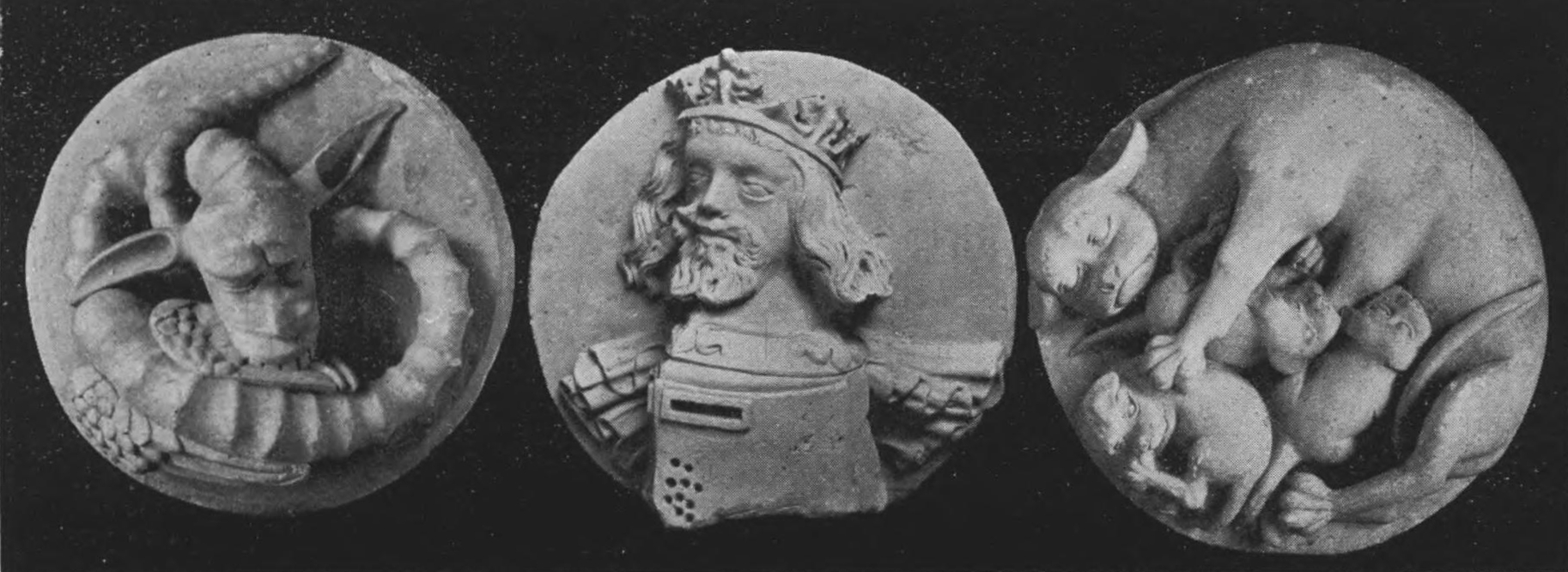
Zworniki z sali gotyckiej
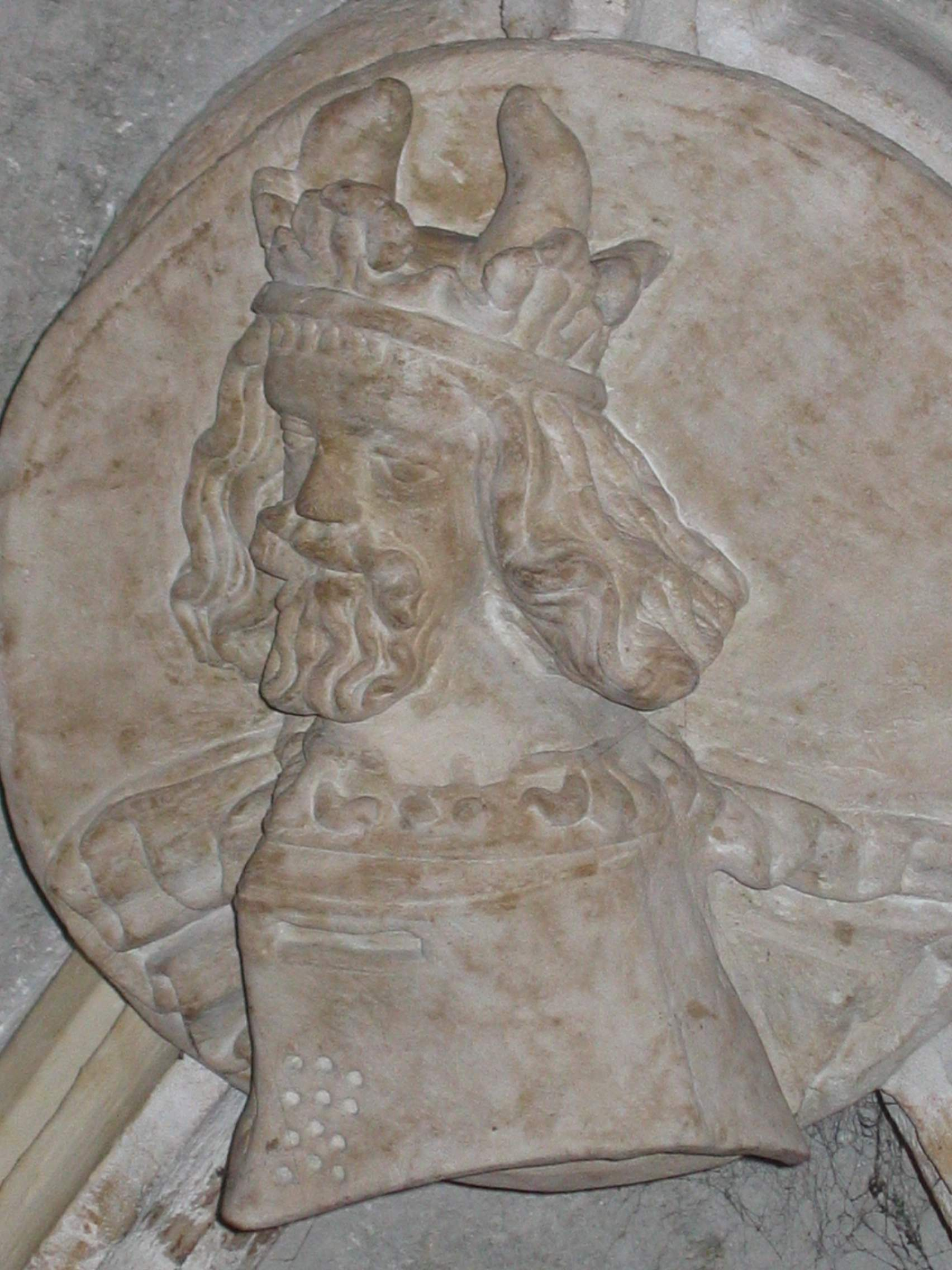
Na zworniku: herb ziemi dobrzyńskiej z przedstawieniem rogatego króla (czasem identyfikowany z Kazimierzem Wielkim)
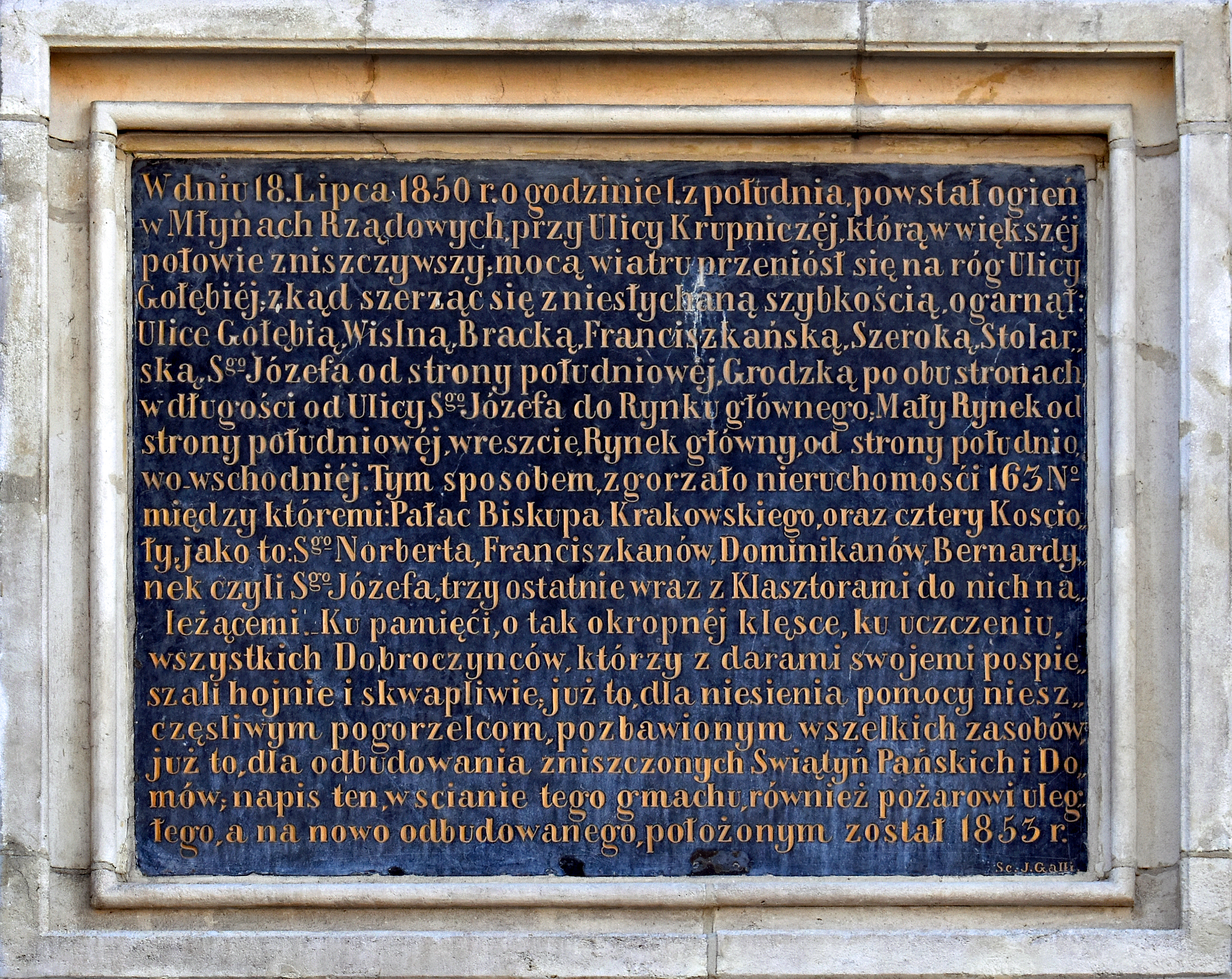
Tablica upamiętniająca wielki pożar Krakowa w 1850 Wykonał Jan Nepomucen Galli w 1853